# Гута (архитектура)
Вижте пояснителната страница за други значения на Гута.
Гута (на старогръцки: gutta) е малък водоотблъскващ елемент, конусовиден или цилиндричен, поставен под триглифа при дорийския стил в античната и класическа архитектура.
В горната част на архитравните блокове (трегери) има редица от 6 гути под тясна издатина от ивици и киматиум, образуващи елемент, наречен регула. Регулата е подравнена по всеки триглиф на дорийския фриз. В допълнение в долната част на издаващия се корниз, над канта, има правоъгълни издатини, наричани мутули (правоъгълни блокове), всяка от които има 3 реда от 6 гути. Тези блокове са подравнени над всеки триглиф и всеки метоп.
Смята се, че гутите са били предназначени за стълбове, използвани в строителството на дървени конструкции, предхождащи познатата гръцката архитектура от камък. Водата капе върху краищата далеч от ръба на сградата.